# Khuếch đại đo lường

Khuếch đại đo điển hình lập từ 3 op-amp

Khuếch đại đo lường hay khuếch đại đo đạc (tiếng Anh: Instrumentation hoặc Instrumentational amplifier) là một bộ khuếch đại vi sai có bố trí khuếch đại đệm các ngõ vào, cho phép loại bỏ sự cần thiết phải bố trí phối hợp trở kháng ngõ vào, đảm bảo tính đối xứng ngõ vào, loại trừ tín hiệu chung. Do đó làm cho bộ khuếch đại đặc biệt phù hợp để sử dụng trong các thiết bị đo lường và thí nghiệm .
Các đặc tính khác, bao gồm phông DC thấp rất thấp, độ trôi thấp, tiếng ồn thấp, độ khuếch đại mở rất cao, tỷ số cắt tín hiệu chung rất cao (tạm dịch cho CMRR, common-mode rejection ratio) và trở kháng ngõ vào rất cao .
Khuếch đại đo đạc được sử dụng khi có yêu cầu về mạch cần độ chính xác và độ ổn định lớn trong cả ngắn và dài hạn.

## Sơ đồ cơ bản
Sơ đồ cơ bản của một khuếch đại đo lường điển hình được lập từ ba phần tử khuếch đại thuật toán và các điện trở có độ chính xác và ổn định cao. Với bố trí như sơ đồ trong hình vẽ, thì độ khuếch đại đối với tín hiệu cần đo thật sẽ là:
{\displaystyle {\frac {V_{\mathrm {out} }}{V_{2}-V_{1}}}=\left(1+{2R_{1} \over R_{\mathrm {gain} }}\right){R_{3} \over R_{2}}}